# Wunderhirsch

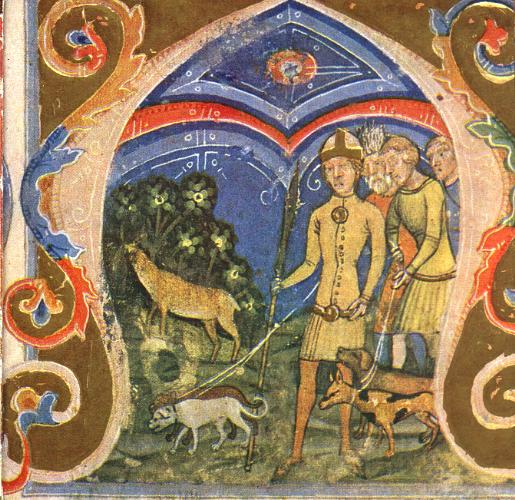
Abbildung in der Ungarischen Bilderchronik

Der Wunderhirsch ist ein Fabeltier im hunnischen und ungarischen Sagenkreis.

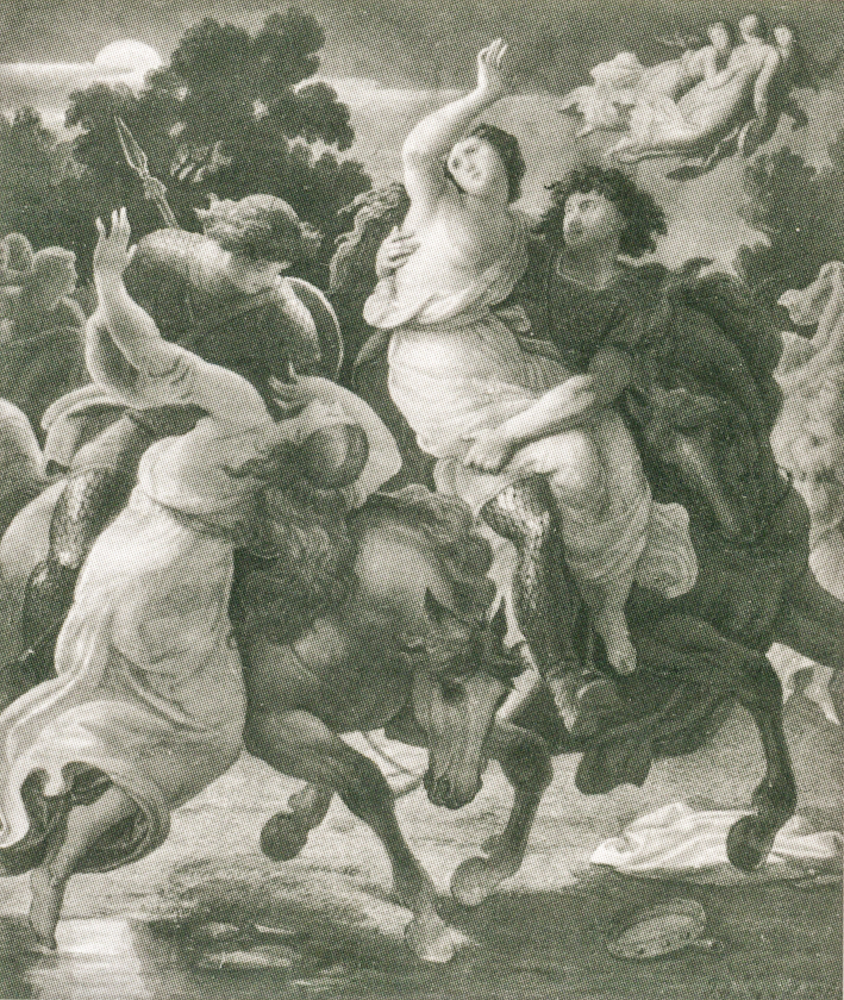
Hunor und Magor. Gemälde von Mór Than, 1868

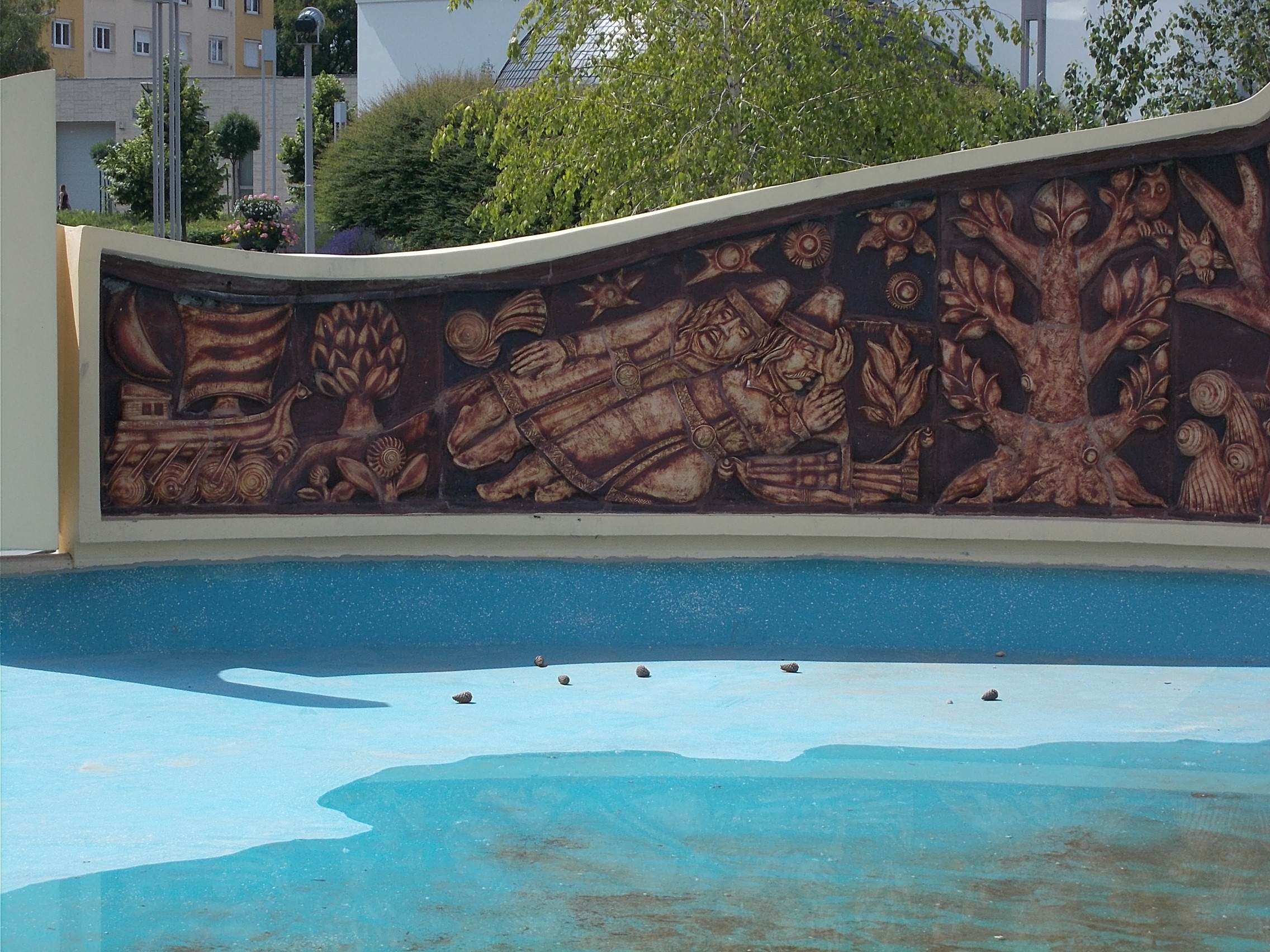
Hunor und Magor. Springbrunnen in Százhalombatta, Ungarn

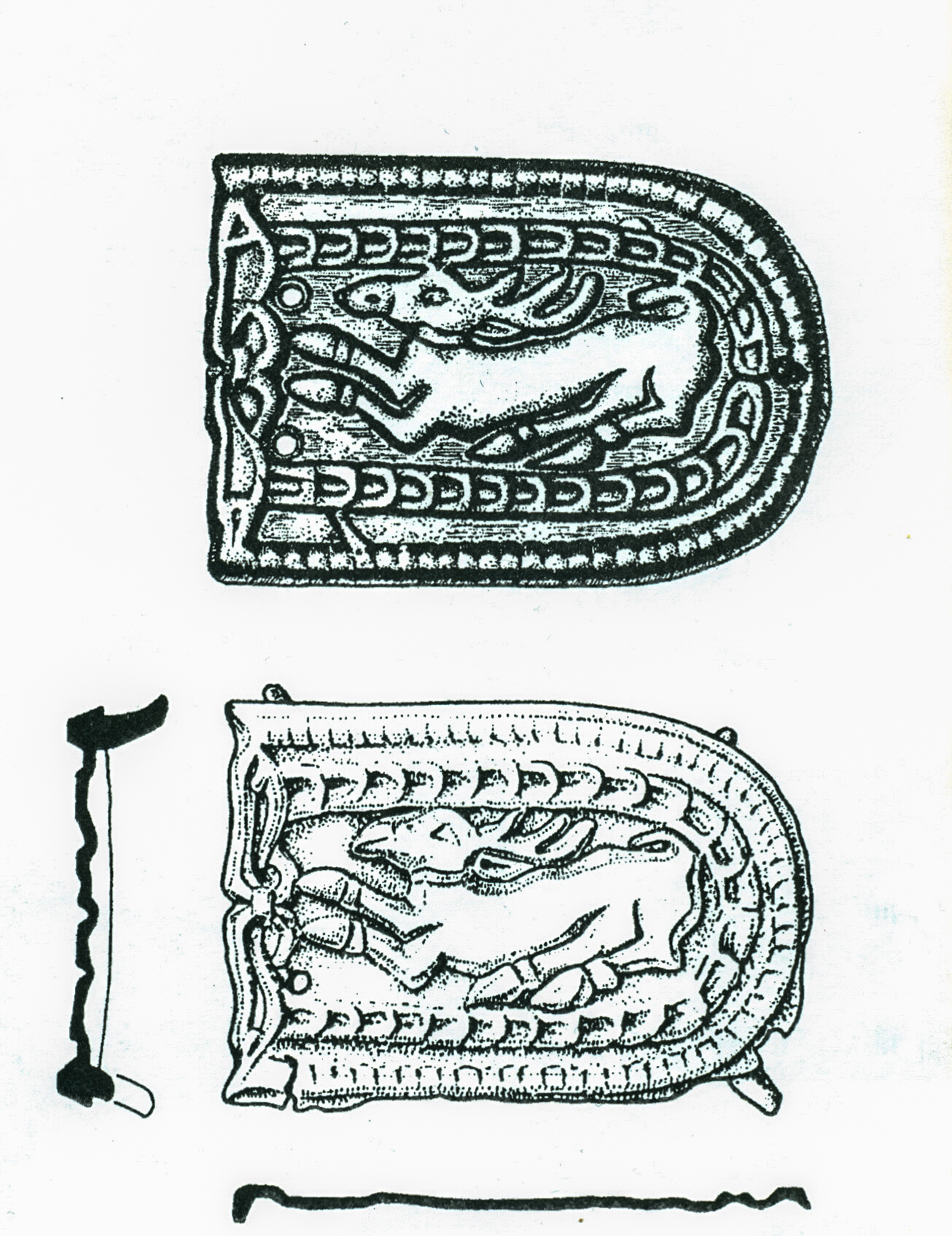
Funde aus Törtel und Oberplankenstein mit dem Wunderhirsch

In der Forschung konnten Parallelen der weit verbreiteten Motivgruppe im Osten und Westen nachgewiesen werden. Der Wunderhirsch ist auch seit alten Zeiten ein Himmelszeichen bei vielen eurasischen Völkern und einigen nordamerikanischen Stämmen.
Er kommt auch im ungarischen Neuheidentum bzw. in der (ggf. völkisch missbrauchten) Folklore als csodaszarvas vor und gilt als nationales Symbol. Die Geschichte vom Wunderhirsch ist eigentlich ein jahrhundertealtes „Gute-Nacht-Märchen“ für Kinder über die Herkunft ihres Volkes.
Es ist zu vermuten, dass die Ungarn zur Zeit der Landnahme die aus östlichen Kulturen stammende Sage mit sich brachten. Später vermischte sie sich mit den christlichen Legenden von Eustachius und Hubertus.

## Hunnisch-ungarischer Sagenkreis
Im Werk Gesta Hunnorum et Hungarorum des mittelalterlichen Chronisten Simon Kézai blieb die Sage erhalten. Die Söhne von Ménrót und Eneth, Hunor und Magor, von denen der Legende nach die Hunnen und Magyaren abstammen, wurden in der Sage vom Wunderhirsch in ein neues Siedlungsgebiet geführt.
Freie ungarische Übersetzung:
„S minthogy Hunor és Magor első szülöttek valának, atyjoktól megválva kölön sátrakba szállnak vala. Történt pedig, hogy a mint egyszer vadászni kimentek, a pusztán egy szarvas ünőre bukkanának, mellyet, a mint előttök futott, a Meotis ingoványaiba kergetének. S midőn az ott szemök elől tökéletesen eltűnt, sokáig keresék, de semmi módon nem találhatták. Végre is az említett ingoványokat bejárván, azon földet baromtartásra alkalmasnak szemlélték.“
Freie deutsche Übersetzung der freien ungarischen Übersetzung:
»Und da Hunor und Magor Erstgeborene waren, nächtigten sie in von ihrem Vater getrennten Zelten. Als sie einmal zum Jagen weggingen, ereignete es sich, dass sie in einer Steppe eine Hirschkuh angriffen, der sie, wie sie vor ihnen herlief, in das Sumpfgebiet Meotis nachjagten. Und nachdem er dort vor ihren Augen völlig verschwand, suchten sie lange, doch gelang es ihnen nicht, sie zu finden. Schließlich fanden sie am Eingang des erwähnten Sumpfgebietes für Rinderhaltung geeignetes Land vor.«
Auch in der Ungarischen Bilderchronik ist die Sage vom Wunderhirsch zu finden.

## Mittelalter
Der Wunderhirsch spielt auch in den anonymen Gesta Hungarorum im Kapitel über den Stammesführer Bars und der Gründung seiner Burg eine Rolle als den Weg weisendes Tier.
Originalzitat:
„Tunc communi consilio hac de causa missus est Borsu, filius Buger, cum suis militibus, et cum equitarent iuxta fluvium Gron, cervus fuga lapsus ante eos cacumina montium ascendit. Quem Borsu celerrimo cursu persecutus ictibus sagittarum in vertice montium interfecit. Et tunc Borsu, cum montes illos in circum aspexisset, in memoriam duxit, ut ibi castrum construeret, et statim congregata multitudine civium in vertice unius altioris montis castrum fortissimum construxit, cui nomen suum imposuit proprium, ut Castrum Borsu nuncupatur.“
Übersetzung:
„Auf gemeinsamen Beschluss wurde deshalb Bors, der Sohn von Böngér, mit seinen Kriegern ausgesandt, und als sie am Fluss Garam entlangritten, stand vor ihnen ein Hirsch auf und flüchtete zu den Berggipfeln hinauf. Bors verfolgte ihn in schnellem Ritt und erlegte ihn auf dem Bergkamm mit mehreren Pfeilschüssen. Als Bors nun jene Berge ringsumher musterte, kam es ihm in den Sinn, dort eine Burg zu errichten, und sofort versammelte er eine Menge Leute und erbaute auf dem Gipfel eines der höchsten Berge eine stark befestigte Burg, die er mit seinem eigenen Namen benannte, und die also Burg Bors heißt.“
In ungarischen und polnischen Chroniken des Mittelalters ist es ein mehrmals wiederkehrendes Motiv, dass der Wunderhirsch zeigt, wo Kirchen und Kloster gebaut werden sollen. So wies er dem heiligen Gellért den Ort des Klosters Bakonybél an, und in der Gründungslegende der Kirche von Vác zeigte er Ladislaus I. dem Heiligen, wo er den Dom errichten soll. Polnischen Chroniken zufolge gab der Hirsch dem heiligen Emmerich kund, wo die Polen Kloster bauen sollten.

## Ungarische Volkstradition
Der in den alten Balladen vorkommende Hirsch ist immer ein männliches Tier, er wird auch csodafiúszarvas genannt (fiú bedeutet „Junge“, „Knabe“, „Sohn“). In einer Variante aus Bucsu im Komitat Vas aus der Zeit der Jahrtausendwende hat er tausend Hörner mit tausend brennenden Kerzen an deren Spitzen. Bei den Nieren befinden sich zwei goldene Kreuze. In einer anderen Variante aus Dozmat trägt der Hirsch eine helle aufsteigende Sonne an der Stirn, an der Seite den Mond und Sterne an der rechten Niere. In einer wieder anderen Version aus Transdanubien hat sein Geweih tausend Verästelungen und trägt tausend Messkerzen: „sie brennen unangezündet, schlafen ungelöscht“ („gyújtatlan gyulladék, oltatlan aludék“).
Der Wunderhirsch grast auf einer kleinen runden Weide oder erscheint auf einer schwarzen Wolke.

## Moderne Kultur
- Eine der berühmtesten Aufarbeitungen der Sage vom Wunderhirsch ist János Aranys Rege a csodaszarvasról, das sechste Lied in seinem Werk Buda halála („Der Tod Budas“).
- Der Wunderhirsch war im Jahr 1933 Logo des 4. Cserkész Világdzsembori („4th World Scout Jamboree“) in Gödöllő.
- The White Stag. Kinderbuch über den Wunderhirsch geschrieben und illustriert von Kate Seredy, USA, 1937.
- Er erschien in Marcell Jankovics’ Zeichentrickfilm Ének a csodaszarvasról („Lied vom Wunderhirsch“) aus dem Jahr 2002.